# 222 a.C.

## Eventos
- Cneu Cornélio Cipião Calvo e Marco Cláudio Marcelo, cônsules romanos.

## Mortes
- Cleômenes III rei de Esparta desde 235 a.C.